# Bistum Xichang
Das Bistum Xichang (lat.: Dioecesis Nimiuenensis) ist ein seit über 50 Jahren vakantes römisch-katholisches Bistum mit Sitz in Xichang in der Volksrepublik China.

## Geschichte
Papst Pius X. gründete die Apostolische Präfektur Siangyang mit dem Breve Ex hac am 12. August 1910 aus Gebietsabtretungen des Apostolischen Vikariats Südsichuan. Am 3. Dezember 1924 nahm es den Namen, Apostolisches Vikariat Ningyüanfu, an.
Mit der Apostolischen Konstitution Quotidie Nos wurde sie am 11. April 1946  zum Bistum erhoben.

## Ordinarien

### Apostolische Vikare von Kienchang
- Jean-Baptiste-Marie Budes de Guebriant M.E.P. (12. August 1910 – 28. April 1916, dann Apostolischer Vikar von Kanton)
- Joseph-Fructueux Bourgain MEP (31. März 1918 – 3. Dezember 1924)

### Apostolische Vikare von Ningyüanfu
- Joseph-Fructueux Bourgain MEP (3. Dezember 1924 – 30. September 1925)
- Stanislas-Gabriel-Henri Baudry MEP (18. März 1927 – 11. April 1946)

### Bischof von Xichang
- Stanislas-Gabriel-Henri Baudry MEP (11. April 1946 – 6. August 1954)
- Michael Xie Chaogang (1991 – 1999)
- John Lei Jiapei (22. September 2018 – heute)